# Даваја
Даваја (фр. Davayat) је насеље и општина у централној Француској у региону Оверња, у департману Пиј де Дом која припада префектури Риом.
По подацима из 2011. године у општини је живело 569 становника, а густина насељености је износила 244,21 становника/km². Општина се простире на површини од 2,33 km². Налази се на средњој надморској висини од 367 метара (максималној 369 m, а минималној 338 m).

## Демографија
| 1962. | 1968. | 1975. | 1982. | 1990. | 1999. | 2011. |
| ----- | ----- | ----- | ----- | ----- | ----- | ----- |
| 250   | 252   | 243   | 421   | 508   | 510   | 569   |

График промене броја становника у току последњих година